# Central sindical
Central Sindical é uma entidade associativa de representação geral de trabalhadores, sob o regime do direito privado, sendo composta de organizações sindicais. Possui personalidade jurídica própria e estrutura independente dos sindicatos que a formam. É uma entidade mais forte que um sindicato individual e luta por interesses de várias categorias, participando ativamente da política do país.

## História

### Origem das Centrais Sindicais no mundo
A origem das centrais sindicais se confunde com a própria origem dos sindicatos. A partir da lei inglesa de 1824, que permitiu a livre associação, “as uniões sindicais – trade unions, como as chamam os ingleses – desenvolveram-se por toda a Inglaterra” (ANTUNES, 1985, p. 17). Então, em 1830, formaram-se as primeiras associações gerais de operários, um exemplo é a “Associação Nacional para a Proteção do Trabalho’ – cujo objetivo era atuar como central de todos os sindicatos” (1985, p. 18).
Por sua vez, Robert Owen – industriário e precursor do socialismo utópico inglês – presidiu em 1834 o “Primeiro Congresso em que as trade unions de toda a Inglaterra se fundiram numa única e grande organização sindical: Grande União Consolidada dos Trabalhadores”. (ANTUNES, 1985, p. 20).
Sendo o século XIX, um período repleto de manifestação sindicais por todo mundo, no Brasil não foi diferente, e o século XX começou com grande animosidade entre os operários, datando de “1906 o Primeiro Congresso Operário Brasileiro que, contando com 43 delegados representando os centros mais dinâmicos, como São Paulo e Rio de Janeiro, lançou as bases para uma organização operária sindical de âmbito nacional, a Confederação Operária Brasileira (C.O.B.)” (ANTUNES, 1985, p. 49/50). O Congresso se repetiria ainda em 1913 e 1920.
Em 1922 as lideranças sindicais, fortemente influenciadas pela vitória da Revolução Russa, fundaram o Partido Comunista Brasileiro (PCB), e em 1929 “realizaram o Congresso Sindical Nacional, com representantes dos sindicatos de vários estados, de onde se originou a Confederação Geral dos Trabalhadores do Brasil” (ANTUNES, 1985, p. 56).
Já sob o governo de Getúlio Vargas, foi realizada em 1935 a Convenção Nacional de Unidade dos Trabalhadores, “reunindo 300 delegados representando mais de 500 000 trabalhadores, quando reorganizaram a Confederação Sindical Unitária, central sindical de todo o movimento operário no Brasil” (ANTUNES, 1985, p. 61). Porém, o Governou decretou em 4 de abril de 1935 a Lei de Segurança Nacional, que além de proibir o direito de greve, dissolveu a Confederação Sindical Unitária.
Recuperando-se das represálias do Estado Novo, foi criado em 1945 o Movimento Unificador dos Trabalhadores (MUT), e em 1946 foi criada a Confederação Geral dos Trabalhadores dos Brasil. Entretanto, ainda no governo de Dutra (1946) o MUT foi proibido.
Após quase duas décadas de clandestinidade do movimento operário, realizou-se no início dos anos 60 o III Congresso Sindical Nacional, criando o Comando Central dos Trabalhadores (CGT), e este teve ainda mais expressividade durante o governo de João Goulart.
Não obstante, com a Ditadura Militar instaurada, o “CGT e as demais organizações populares foram tolhidas de qualquer possibilidade de atuação, sendo suas lideranças imediatamente presas” (ANTUNES, 1985, p. 75), de forma que todos os tipos de organização sindical atuaram de maneira oculta até o fim desse regime de governo.

## Por país

### Brasil
Definindo categoricamente o conceito dado, entende-se como uma entidade associativa pois não possui fins lucrativos, mas que busca melhorias para diversas categorias de trabalhadores, seja em políticas sociais, nas relações de trabalho, dentre outras. Com a representação de trabalhadores, e apenas de trabalhadores, não há central sindical de empregadores. De direito privado porque não é criada por lei, mas pelos próprios entes sindicais, não possuindo interferência direta do Estado.
E, por fim, sendo composta de organização sindical, ou seja, a central sindical compõem-se de sindicatos de variadas categorias de trabalhadores que atenda aos requisitos de filiação mínimos legalmente estabelecidos na lei que dispõe sobre o reconhecimento formal das centrais sindicais no Brasil – lei nº 11 648/2008, art. 2º, que enseja:
I - Filiação de, no mínimo, 100 (cem) sindicatos distribuídos nas 5 (cinco) regiões do País;
II - Filiação em pelo menos 3 (três) regiões do País de, no mínimo, 20 (vinte) sindicatos em cada uma;
III - Filiação de sindicatos em, no mínimo, 5 (cinco) setores de atividade econômica; e
IV - Filiação de sindicatos que representem, no mínimo, 7% (sete por cento) do total de empregados sindicalizados em âmbito nacional.
Esses requisitos mínimos de representatividade serão analisados pelo Ministério do Trabalho e Emprego, conforme dispõe o art. 4º da lei 11 648/08.
A partir da conceituação, a central sindical tem o intuito de atender aos anseios de trabalhadores de diferentes categorias profissionais. Para melhor elucidação do significado de “categoria profissional,” o artigo 511, §2º da CLT traz sua definição, bem como Mauricio Godinho Delgado se posiciona a respeito ao dizer que o ponto de agregação na categoria profissional é a similitude laborativa, pela vinculação a empregadores que tenham atividades econômicas idênticas, similares ou conexas. Ainda, aduz que a categoria profissional, em regra geral, se identifica não pelo preciso tipo de trabalho ou atividade que exerce o empregado, e nem por sua exata profissão, mas pela vinculação a certo tipo de empregador.
Desse modo, como estabelece o Art. 1º da lei 11 648/08, a central sindical terá as atribuições e prerrogativas de:
I - Coordenar a representação dos trabalhadores por meio das organizações sindicais a ela filiadas; e
II - Participar de negociações em fóruns, colegiados de órgãos públicos e demais espaços de diálogo social que possuam composição tripartite, nos quais estejam em discussão assuntos de interesse geral dos trabalhadores.
É importante ressaltar que a central sindical não integra a pirâmide do direito coletivo de trabalho, da qual é composta de sindicatos na base, federação e confederação ao topo. A central possui atribuição ímpar que abarca os interesses das diferentes categorias profissionais com relação a interesses gerais dos trabalhadores, tendo assim, maior força de representatividade em âmbito nacional. Constituem, do ponto de vista social, político e ideológico, entidades líderes do movimento sindical, tendo prerrogativas de convocarem greves.
A relação das centrais sindicais formalizada na lei 11.648/2008 com as demais entidades de representação dos trabalhadores disciplinadas na Constituição Federal (CF) de 1988, ainda é alvo de polêmica. Um dos motivos seria a incompatibilidade da central sindical com o princípio da unicidade sindical. Entretanto, entende-se que não prospera essa celeuma uma vez que a central engloba distintas categorias, afastando-se a questão da ofensa ao princípio da unicidade sindical, disciplinada no art. 8, II da CF, na qual preceitua que: “É vedada a criação de mais de uma organização sindical, em qualquer grau, representativa de categoria profissional ou econômica, na mesma base territorial, que será definida pelos trabalhadores ou empregadores interessados, não podendo ser inferior a área de um município”.
Resta demonstrada que não é ferido o princípio da unicidade sindical, sendo a finalidade da central sindical unir as variadas categorias profissionais como meio de fortalecer a causa geral dos trabalhadores. Além disso, utiliza-se como princípio das centrais a livre filiação e desfiliação.
Apesar de ter havido diversas tentativas, ao longo do século XX, de criação de organizações intersindicais, principalmente durante a ditadura militar, as Centrais Sindicais passaram a ganhar mais destaque após a criação da Central única dos Trabalhadores (CUT), no início da década de 80. A CUT começou a dar sinais após a 1ª Conferência da Classe Trabalhadora (Conclat), que ocorreu na Praia Grande, no litoral paulista, a qual deu origem à Comissão Pró-CUT, dividida entre grupos que defendiam a unidade e outros, a pluralidade sindical.
Em 1983, uma parte dos sindicalistas que participaram na Conclat, em sua grande maioria ligados ao PT, fundaram a CUT. Por outro lado, em 1986, setores independentes e  alguns sindicalistas ligados ao PCB e PCdoB, criaram a Fundação da Central Geral dos Trabalhadores (CGT), com uma proposta de unidade sindical e ação. Após isso, diversas foram as criações de Centrais Sindicais e em 2010, ocorreu a segunda Conclat, com a participação das principais Centrais, onde foi criada uma agenda unitária de lutas.
Com a medida provisória 3.100/1985, foi revogada a norma que vedava a formação das Centrais Sindicais. A Constituição de 88 foi outro grande marco para a regularização das mesmas. Apesar de defender a unicidade sindical, ou seja, um sindicato para cada categoria em uma mesma base territorial, continua sendo possível a existência das Centrais Sindicais, uma vez que essas se encontram fora ou acima dos sindicatos, buscando a defesa de direitos avanços econômico-sociais  de mais de um grupo de trabalhadores.

#### As Centrais Sindicais atualmente no Brasil
Anteriormente à Lei nº 11.648/08 as Centrais Sindicais não faziam parte da estrutura sindical brasileira, eram classificadas como associações civis, logo não gozavam de prerrogativas das entidades sindicais, principalmente representar legalmente os integrantes da categoria profissional. Após a entrada em vigor da lei essas passaram a gozar da prerrogativa formal de coordenar a representação de trabalhadores por meio das organizações sindicais filiadas a ela.
Conforme apresenta o Ministério do Trabalho, em pesquisa atualizada em abril de 2016, as cinco maiores centrais sindicais do Brasil são: em primeiro a Central Única dos Trabalhadores (CUT), com 3.878.261 filiados e 2.319 sindicatos; União Geral dos Trabalhadores (UGT), com 1.440.121 filiados e 1.277 sindicatos; Central dos Trabalhadores e Trabalhadoras do Brasil (CTB), com 1.286.313 filiados e 744 sindicatos; a Força Sindical (FS) ficou em quarto lugar, com 1.285.348 filiados e 1.615 sindicatos; seguida da Central dos Sindicatos Brasileiros (CSB) com o número de 1.039.902 filiados e 597 sindicatos.
Pelo oitavo ano consecutivo a CUT tem a maior representatividade sendo a maior entidade, representando 30.4% dos trabalhadores.
As centrais reconhecidas tem o direito de ganhar 10% do valor da contribuição sindical dos trabalhadores, sendo dividido o restante em 15% para confederação correspondente, 60% para o sindicato respectivo, e 10% para o Fundo do Amparo ao Trabalhador (FAT).
A reforma trabalhista, Lei nº 13.467/17, que entrou em vigor em novembro do mesmo ano da lei, trouxe como principal mudança para as centrais sindicais o valor da contribuição que será repassada. Anteriormente obrigatória, a contribuição para os sindicatos deixa de ser, devendo haver votação para estipular o novo valor.
Duas das maiores centrais sindicais do país, a União Geral dos Trabalhadores (UGT) e Força Sindical, defendem que a contribuição seja de 6% a 13% de um salário mensal, sendo destinadas anualmente ao financiamento das entidades. O repasse anteriormente era de 1 dia de trabalho. O aumento se dá para que as entidades sindicais consigam se manter, mesmo sem a obrigatoriedade da contribuição.
No Brasil, são reconhecidas as seguintes centrais:
- Ordem dos Trabalhadores do Brasil - (OTB)
- União Sindical dos Trabalhadores - (UST)
- Central Brasileira Democrática dos Trabalhadores - (CBDT)
- Central Única dos Trabalhadores - (CUT)
- Força Sindical - (FS)
- Central dos Trabalhadores e Trabalhadoras do Brasil - (CTB)
- União Geral de Trabalhadores - (Brasil) - (UGT)
- Nova Central Sindical dos Trabalhadores - (NCST)
- Central Geral dos Trabalhadores do Brasil - (CGTB)
- Central dos Sindicatos Brasileiros - (CSB)
- PÚBLICA - Central do Servidor
- Central Unificada dos Profissionais Servidores Públicos do Brasil - (CUPSPB)

Duas centrais não são legalizadas: INTERSINDICAL - Central da Classe Trabalhadora e Central Sindical e Popular Conlutas - (CSP CONLUTAS) antiga CONLUTAS.
Existem ainda outras organizações que atuam como centrais, mas não se definem como tal: 'Intersindical - Instrumento de Luta e Organização da Classe Trabalhadora e Confederação Operária Brasileira - (COB-AIT).

### Em Portugal
- União Geral de Trabalhadores
- Confederação Geral dos Trabalhadores Portugueses — Intersindical Nacional